# Champagnac-de-Belair
Champagnac-de-Belair è un comune francese di 718 abitanti situato nel dipartimento della Dordogna nella regione della Nuova Aquitania.

## Società

### Evoluzione demografica
Abitanti censiti